# Simulium palniense
Simulium palniense är en tvåvingeart som beskrevs av Puri 1933. Simulium palniense ingår i släktet Simulium och familjen knott. Inga underarter finns listade i Catalogue of Life.